# Jens Pedersen Kofoed
Jens Pedersen Kofoed eller Kofod, född 1628, död 1691, var en dansk militär.
Kofoed var son till borgmästaren i Rønne, begick som ung ett dråp och tog sannolikt därför värvning som ryttare i Skåne. 1658 återvände Kofoed till Bornholm och uppträdde i december samma år som en av ledarna vid öns befrielse från svenskarna, särskilt vid tillfångatagandet av den svenske guvernören Johan Printzensköld. Traditionen att Kofoed var upprorets egentlige ledare, syns dock oriktigt. Koefoed belönades med en kaptensfullmakt i melisen och betydande ekonomiska fördelar. Vid den svenska flottans skeppsbrott vid Bornholm 1678 lär Kofoed som var en hätsk svenskfiende ha yrkat på att alla ilandkomna skulle ihjälslås.
1979 namngavs färgan Jens Kofoed efter honom.